# Municipio de Independence (condado de Nodaway)
El municipio de Independence (en inglés, Independence Township) es un municipio del condado de Nodaway, Misuri, Estados Unidos. Tiene una población estimada, a mediados de 2022, de 297 habitantes.

## Geografía
Está ubicado en las coordenadas 40°29′49″N 94°40′44″O / 40.49694, -94.67889. Según la Oficina del Censo de los Estados Unidos, tiene una superficie total de 158.44 km², de la cual 158.40 km² corresponden a tierra firme y 0.04 km² están cubiertos de agua.

## Demografía
Según el censo de 2020, en ese momento había 326 personas residiendo en la zona. La densidad de población era de 2.06 hab./km². El 96.0 % de los habitantes eran blancos, el 0.3 % era afroamericano, el 0.3 % era amerindio, el 0.3 % era de otra raza y el 3.1 % eran de una mezcla de razas. Del total de la población, el 0.9 % eran hispanos o latinos de cualquier raza.